# Richard John Penfold Wyatt
Richard John Penfold Wyatt, britanski general, * 1892, † 1954.